# Liste der Baudenkmäler in Karlskron
Auf dieser Seite sind die Baudenkmäler in der oberbayerischen Gemeinde Karlskron zusammengestellt. Diese Tabelle ist eine Teilliste der Liste der Baudenkmäler in Bayern. Grundlage ist die Bayerische Denkmalliste, die auf Basis des Bayerischen Denkmalschutzgesetzes vom 1. Oktober 1973 erstmals erstellt wurde und seither durch das Bayerische Landesamt für Denkmalpflege geführt wird. Die folgenden Angaben ersetzen nicht die rechtsverbindliche Auskunft der Denkmalschutzbehörde.

## Baudenkmäler nach Ortsteilen

### Karlskron
| Lage                      | Objekt               | Beschreibung | Akten-Nr.             | Bild         |
| ------------------------- | -------------------- | --- | --------------------- | ------------ |
| Hauptstraße 34 (Standort) | Amtshaus             | Ehemaliges Amtshaus, später Kloster der Armen Schulschwestern, jetzt Rathaus, zweigeschossiger Bau mit Schopfwalmdach, erbaut um 1790; alte Gedenktafel, bezeichnet mit dem Jahr 1794.        | D-1-85-140-2 Wikidata | BW           |
| Hauptstraße 39 (Standort) | St. Trinitas         | Katholische Pfarrkirche, Saalkirche, klassizistischer Bau von 1806–15, Turm 1901; mit Ausstattung; Aussegnungshalle, eingeschossiger Walmdachbau mit Risalit, Rundbogenfenster, wohl um 1902. | D-1-85-140-1 Wikidata | St. Trinitas |
| Hauptstraße 41 (Standort) | Ehemaliges Schulhaus | Stattlicher zweigeschossiger Bau mit flachem Walmdach, Pilastergliederung und klassizisierendem Fries, zweite Hälfte 19. Jahrhundert.                                                         | D-1-85-140-3 Wikidata | BW           |
| Hauptstraße 56 (Standort) | Bauernhaus           | Zweigeschossiger Bau mit Walmdach und Balkon, im Kern Ende 18. Jahrhundert. | D-1-85-140-4 Wikidata | BW           |

### Adelshausen
| Lage                       | Objekt     | Beschreibung | Akten-Nr.             | Bild |
| -------------------------- | ---------- | --- | --------------------- | ---- |
| Am Bachfeld 4 (Standort)   | Wegkapelle | Kleiner Zeltdachbau, 18. Jahrhundert; an der Straße nach Pobenhausen. | D-1-85-140-8 Wikidata | BW   |
| Schloßstraße 12 (Standort) | St. Petrus | Katholische Pfarrkirche, Saalkirche, Turm und Kern spätgotisch, 1890 verändert; mit Ausstattung; Friedhofsmauer, mit Pfeilertor, 18. Jahrhundert, spätere Erweiterungen. | D-1-85-140-6 Wikidata | BW   |

### Aschelsried
| Lage                         | Objekt                | Beschreibung | Akten-Nr.              | Bild       |
| ---------------------------- | --------------------- | --- | ---------------------- | ---------- |
| Anger (Standort)             | Wegkapelle            | Kleiner Zeltdachbau, erstes Drittel 19. Jahrhundert; mit Ausstattung; an der Straße nach Walding.                  | D-1-85-140-10 Wikidata | BW         |
| Lindenstraße 17 (Standort)   | Ehemaliges Bauernhaus | Eingeschossiger Satteldachbau mit Firstaufsatz, getreppter Giebelschulter und Stüberlvorbau, Ende 18. Jahrhundert. | D-1-85-140-9 Wikidata  | BW         |
| Nähe Alte Straße (Standort)  | Wegkapelle            | Zweite Hälfte 19. Jahrhundert; mit Ausstattung; am südlichen Ortsrand.                                             | D-1-85-140-12 Wikidata | BW         |
| Nähe Lindenstraße (Standort) | Wegkapelle            | Kleiner Zeltdachbau mit Fries, erstes Drittel 19. Jahrhundert; am westlichen Ortsrand.                             | D-1-85-140-11 Wikidata | Wegkapelle |

### Grillheim
| Lage                       | Objekt                    | Beschreibung                                                                                  | Akten-Nr.              | Bild |
| -------------------------- | ------------------------- | --------------------------------------------------------------------------------------------- | ---------------------- | ---- |
| Eicherstraße 41 (Standort) | Ehemaliges Kolonistenhaus | Eingeschossiges Bauernhaus mit hakenförmig angeschlossenen Wirtschaftstrakt (Hakenhof), 1863. | D-1-85-140-13 Wikidata | BW   |
| Eicherstraße 46 (Standort) | Ehemaliges Kolonistenhaus | Eingeschossiger Satteldachbau, Mitte 19. Jahrhundert.                                         | D-1-85-140-14 Wikidata | BW   |
| Rainweg 15 (Standort)      | Ehemaliges Kolonistenhaus | Eingeschossiges Kleinhaus mit Satteldach, 1842.                                               | D-1-85-140-17 Wikidata | BW   |
| Rainweg 48 (Standort)      | Ehemaliges Kolonistenhaus | Einfirsthof mit eingeschossigem Wohnhaus, Mitte 19. Jahrhundert, 1872 erweitert.              | D-1-85-140-18 Wikidata | BW   |

### Mändlfeld
| Lage                     | Objekt                    | Beschreibung | Akten-Nr.              | Bild |
| ------------------------ | ------------------------- | --- | ---------------------- | ---- |
| Wirtsstraße 6 (Standort) | Ehemaliges Kolonistenhaus | Eingeschossiger Satteldachbau, Mitte 19. Jahrhundert; hakenförmig angeschlossener Wirtschaftsbau, eingeschossig, mit Satteldach, Mitte 19. Jahrhundert. | D-1-85-140-19 Wikidata | BW   |

### Pobenhausen
| Lage                             | Objekt                     | Beschreibung | Akten-Nr.              | Bild           |
| -------------------------------- | -------------------------- | --- | ---------------------- | -------------- |
| Kalvarienbergstraße 7 (Standort) | Wallfahrtskirche           | Katholische Wallfahrtskirche auf dem Kalvarienberg, flachgedeckter Saalbau mit Unterkirche und Grabkapelle, 1691, Umbau 1825; mit Ausstattung; südlich anschließendes ehemaliges Priesterhaus, zweigeschossiger Walmdachbau, 1825; zugehörig nördlich 14 Kreuzwegstationen, Steinpfeiler mit Bildfeldern, zweite Hälfte 19. Jahrhundert. | D-1-85-140-21 Wikidata | BW             |
| Neuburger Straße 5 (Standort)    | Ehemaliges Kleinbauernhaus | Eingeschossiger Satteldachbau, zweites Viertel 19. Jahrhundert. | D-1-85-140-24 Wikidata | BW             |
| Neuburger Straße 6 (Standort)    | Ehemaliges Kleinbauernhaus | Eingeschossiger Satteldachbau, nach Mitte 19. Jahrhundert. | D-1-85-140-25 Wikidata | BW             |
| St.-Quirin-Straße 2 (Standort)   | St. Quirin                 | Katholische Pfarrkirche, flachgedeckter Saalbau, Chor 15. Jahrhundert, Langhaus und Turm 1748/49; mit Ausstattung. | D-1-85-140-20 Wikidata | weitere Bilder |
| St.-Quirin-Straße 4 (Standort)   | Ehemaliges Pfarrhaus       | Zweigeschossiger freistehender Bau mit Schweifgiebel, Ende 19. Jahrhundert. | D-1-85-140-22 Wikidata | BW             |

### Wintersoln
| Lage                    | Objekt      | Beschreibung                                                                                         | Akten-Nr.              | Bild |
| ----------------------- | ----------- | --- | ---------------------- | ---- |
| Wintersoln 2 (Standort) | Feldkapelle | Kleiner Satteldachbau mit Dreiecksgiebel und Vorraum, bezeichnet mit dem Jahr 1890; mit Ausstattung. | D-1-85-140-27 Wikidata | BW   |